# Arnold de Lübeck
Arnold de Lübeck (en allemand : Arnold von Lübeck ; en latin : Arnoldus Lubecensis), né vers 1150, mort le 27 juin 1211 ou 1214, est un moine et chroniqueur allemand, partisan des Welfs.

## Biographie
Bénédictin au couvent de Saint-Gilles (Aegidienkloster) à Brunswick puis premier abbé de Saint-Jean (St.-Johannis-Kloster) de Lübeck de 1177 à sa mort, il poursuivit la Chronique des Slaves (Chronica Slavorum) de Helmold de Bosau et traduisit en latin le poème Gregorius (en) de Hartmann von Aue pour Guillaume de Lunebourg, fils d'Henri le Lion, duc de Saxe et de Bavière.
La chronique d'Arnold de Lübeck, qui s'achève en 1209, est pleine de détails sur l'histoire de la troisième et de la quatrième croisade, ainsi que sur les opérations germano-danoises contre les Slaves et les progrès du christianisme à l'est de l'Elbe.